# Метафілософія
Метафілософія, яку іноді називають філософією філософії, є «дослідженням природи філософії». Його предмет включає цілі філософії, межі філософії та її методи. Таким чином, у той час як для філософії властиво досліджувати природу буття, реальність об’єктів, можливість знання, природу істини тощо, метафілософія є саморефлексивним філософським дослідженням природи, цілей і методів діяльності, яка робить подібні дослідження, запитуючи, що таке сама філософія, які типи запитань вона повинна задавати, як вона може поставити їх і відповісти на них, і чого вона може досягти, роблячи це. Одні вважають метафізику предметом, що передує та є підготовчим до філософії, тоді як інші бачать її як невід'ємну частину філософії або автоматично як частину філософії, тоді як інші приймають деяку комбінацію цих поглядів.
Наступна цитата містить визначення метафілософії та досліджуваних нею предметів:

У будь-якій сфері наукових інтересів, галузі наукового пізнання чи системі наукового знання зазвичай виокремлюють два відносно самостійних рівні наукового дослідження – власне науковий рівень та його метарівень. При такому підході розрізняють
логіку та металогіку, мову та метамову, історію та метаісторію, антропологію та метаантропологію, психологію та метапсихологію, фізику та метафізику, етику та метаетику, філософію та метафілософію тощо.
Якщо філософія, як відомо, є теоретичним світоглядом, вираженим у вигляді філософських понять і категорій, то метафілософія — це результати аналізу філософії, виражені в метафілософських термінах і поняттях. З іншої перспективи, метафілософією називають філософські міркування про те, що таке філософські міркування, філософську рефлексію над філософією чи філософську саморефлексію.
Метафілософію можна також визначити і як філософський аналіз історії філософії, іншими словами, як філософію історії світової філософії чи філософію історії національної філософії.

Інтерес до метафілософії призвів до заснування журналу Метафілософія у січні 1970 року.
Багато субдисциплін філософії мають власну галузь «метафілософії», прикладами якої є метаестетика, метаепістемологія, метаетика та Метаметафізика (метаонтологія).
Хоча термін «метафілософія» та явна увага до метафілософії як до окремої галузі філософії виникли у 20 столітті, ця тема, ймовірно, така ж стара, як сама філософія, і її можна простежити принаймні до праць стародавніх греків та давньоіндійського Ньяя.

## Взаємозв'зок метафілософії та філософії
Деякі філософи вважають метафілософію предметом, окремим від філософії, над чи поза нею, тоді як інші заперечують проти цієї ідеї. Тімоті Вільямсон стверджує, що філософія філософії є «автоматично частиною філософії», як і філософія будь-чого іншого. Ніколас Буннін і Цзіюань Ю пишуть, що відокремлення дослідження першого та другого порядку втратило популярність, оскільки філософам важко помітити цю різницю. Як свідчать ці протилежні думки, дебати тривають щодо того, чи є метафілософія «філософією другого порядку» чи просто «простою філософією».
Багато філософів висловлювали сумніви щодо цінності метафілософії. Серед них Гілберт Райл: «Заклопотаність питаннями про методи відволікає нас від розгляду самих методів. Ми бігаємо, як правило, гірше, а не краще, якщо багато думаємо про свої ноги. Тож давайте... не будемо говорити про все це, а просто зробимо це».

Важливою тенденцією кінця XIX та початку XX століття стало виокремлення низки метадисциплін: метаетики, метаматематики та метафілософії, Якщо визначати філософію як певну об’єктну теорію, то метафілософія виступатиме метатеорією, що вивчатиме світ цієї об’єктної теорії [2, c. 57]. Метафілософія досліджує природу філософії, її функції, методи, онтологічні, історичні та психологічні передумови. Очевидно, що постановка цих питань не стала чимось новим. Більшість філософських систем минулого розпочиналися саме з формування власної концепції філософії. Проте такі спроби, як правило, були інтегрованими в процес творення тієї чи іншої об’єктної філософської теорії. Натомість метафілософія декларує можливість пошуку максимально незаангажованої позиції, яка буде відокремленою від всякої об’єктної філософської теорії. Цінними можуть бути спроби поглянути на філософію з позиції когнітивістики, лінгвістики, мистецтва або навіть з позиції несистемних повсякденних інтуїцій. с.28

## Термінологія
Терміни метафілософія та філософія філософії мають різноманітні значення, іноді їх сприймають як синоніми, а іноді — як різні.
Генрик Струве  (псевдонім Флоріан Ґонсьоровський, 1840-1912) – польський філософ, психолог, перекладач присвятив ряд праць питанню метафілософії. В його книзі «Вступ до філософі» є розділ «Філософія філософії». На с.45 книги він писав:
3) W związku z dalszą zasadniczą nauką filozofii, z encyklopedyą nauk i szkól filozoficznych, mająca za przłedlmiot ścisłe określenie i uporządkowanie szczegółowych zadań filozofii w różnych naukach filozoficznych, oraz rozbiór typowych prób rozwiązania tych zadań w różnych szkolach i kierunkach filozofii, wstęp do filozofii jest objawem refleksyi umysłu filozofującego nad filozofią, rozbioru filozofii przez filozofią; doprowadza on ją do krytycznej samowiedzy i stanowi wskutek tego właściwą filozofią filozofii.
3) У зв'язку з подальшим засадничим вивченням філософії, з енциклопедією філософських наук і шкіл, яке має за предмет точне визначення і впорядкування докладних завдань філософії в різних філософських науках, і розбір типових спроб вирішення цих завдань в різних школах та напрямах філософії, вступ до філософії є виявом рефлексії філософствуючого розуму над філософією, розбору філософії філософією; він веде її до критичного самопізнання і становить через це властиву філософію філософії.
Морріс Лазеровіц, американський філософ польського походження, стверджує, що ввів термін «метафілософія» приблизно в 1940 році і використав його в друкованій статті в 1942 році. Лазеровіц запропонував визначення, що метафілософія є «дослідженням природи філософії». Більш раннє використання було знайдено в перекладах з французької мови. Термін походить від грецького слова мета- μετά ("після", "поза межами", "з") і philosophía φιλοσοφία ("любов до мудрості").
Термін «метафілософія» вживається Полом Мозером  у значенні «другорядного» або більш фундаментального підходу, ніж сама філософія, у спосіб, запропонований Чарльзом Грісволдом:
"Відмінність між філософією та метафілософією має аналогію у відомій відмінності між математикою та метаматематикою."— Paul K. Moser, Metaphilosophy, p. 562
Деякі інші філософи розглядають префікс мета-  просто як значення «про...», а не як посилання на метатеоретичну форму філософії «другого порядку», серед них Ніколас Решер і Дабл.
Інші, як-от Тімоті Вільямсон, віддають перевагу терміну «філософія філософії» замість «метафілософії», оскільки він уникає конотації дисципліни «другого порядку», яка розглядає («дивиться згори вниз») філософію поза філософією, і натомість позначає щось, що є частиною філософії.
Джолл припускає, що розглядати метафілософію як «застосування методів філософії до самої філософії» є надто розпливчастим, тоді як погляд, який розглядає метафілософію як дисципліну «другого порядку» або більш абстрактну, дисципліну поза філософією, «є вузьким і тенденційним».
У аналітичній традиції термін «метафілософія» в основному використовується для позначення коментарів і досліджень попередніх робіт на відміну від оригінального внеску у вирішення філософських проблем.

## Деякі твори про метафілософію
Людвіг Вітгенштайн писав про природу філософських головоломок і філософського розуміння. Він припустив, що філософські помилки виникли через плутанину щодо природи філософського дослідження і неправильне використання мови в ньому.

Пізня філософія Л. Вітгенштайна знаменує завершальний етап лінгвістичного повороту, що призвів до прагматизації значення мовних виразів, заперечення можливості побудови ідеальної мови та виокремлення множини різноманітних дискурсів. Лінгвістичний поворот заперечив претензії філософів на винятковість та автономність власного дискурсу. Як вважав Л. Вітгенштайн, філософія виявилась однією із мовних ігор, в яку задля психологічної терапії грають люди, а віра в можливість виокремлення ідеальної мови (універсальної метапозиції) виявилась черговою ілюзією [1, c. 141]. с.30

Чарлі Брод відрізнив критичну філософію від спекулятивної у своєму «Предметі філософії та її відношення до спеціальних наук» у Вступі до наукової думки, 1923. Курт Дюкасс у своїй праці «Філософія як наука» розглядає кілька поглядів на природу філософії та робить висновок, що філософія має окремий предмет: теорію оцінки емоцій. Точка зору Дюкасса була однією з перших, яку назвали «метафілософією».
Пол Мозер пише, що типова метафілософська дискусія включає визначення умов, за яких твердження можна назвати філософським. Він вважає метаетику, дослідження етики, а також метаепістемологію, дослідження епістемології формою метафілософії.

## Теми метафілософії
Багато піддисциплін філософії мають свою власну галузь "метафілософії". Однак деякі теми в межах "метафілософії" перетинаються з різними підрозділами філософії, щоб розглянути фундаментальні питання, важливі для всіх її підрозділів. Деякі з цих питань наведені нижче.
- Когнітивність (див. напр. Когнітивна наука)
- Системність (див. напр. Систематизація)
- Методологія
- Історичність (див. напр. Історизм)
- Самореференція та самозастосування
- Іманентність і неіманентність
- Розбіжність ("незгода однолітків") і різноманітність
- Примат практичного
- Філософія хороша і погана
- Філософія та експертиза
- Теорії про кінець філософії
- Смерть філософії
- Антифілософія[en]
- Філософія і твердження
- Філософія та експозиція
- Філософія і стиль
- Філософія як література
- Література як філософія
- Філософська краса
- Філософія як наука
- Філософія та суміжні сфери діяльності
- Філософія і аргументація
- Філософія і мудрість
- Філософія і метафілософія
- Філософія і народ
- Філософія і «первісне» життя
- Філософія і філософи
- Філософія і педагогіка[26]

### Цілі філософії
Деякі філософи (наприклад, екзистенціалісти, прагматики) вважають, що філософія — це, зрештою, практична дисципліна, яка має допомогти нам жити осмисленим життям, показуючи нам, хто ми є, як ми ставимося до навколишнього світу і що нам робити. Інші (наприклад, філософи-аналітики) розглядають філософію як технічну  цілком теоретичну дисципліну з такими цілями, як «безкорисливе прагнення до знання заради нього самого». Інші пропоновані цілі філософії включають відкриття абсолютної фундаментальної причини всього, що вона досліджує, чітке визначення природи та значення звичайних і наукових вірувань, а також уніфікацію понять та вихід за рамки розуміння, наданого наукою та релігією. Інші припускали, що філософія є складною дисципліною, оскільки вона має 4 або 6 різних вимірів.

### Межі філософії
Визначення філософії та її меж само по собі проблематичне; Найджел Ворбертон назвав це "сумнозвісно складним". Немає чіткого визначення, і більшість цікавих визначень є суперечливими. Як писав Бертран Рассел:
|                                                                   | Ми можемо відзначити одну особливість філософії. Якщо хтось задає питання, що таке математика, ми можемо дати йому словникове визначення, скажімо, наука про числа, для аргументації. Що стосується цього, це безперечно твердження... Таким чином можна дати визначення будь-якій галузі, де існує сукупність певних знань. Але філософія не може бути так визначена. Будь-яке визначення є суперечливим і вже втілює філософське ставлення. Єдиний спосіб дізнатися, що таке філософія, це займатися філософією. |
| — Бертран Расселл, The Wisdom of the West (Мудрість Заходу), p. 7 | |

Хоча існує певна згода щодо того, що філософія охоплює загальні чи фундаментальні теми, проте немає чіткої згоди щодо низки питань розмежування, зокрема:
- щодо розмежування між дослідженнями першого та другого порядку. Деякі автори кажуть, що філософське дослідження є другорядним, його предметом є поняття, теорії та передумови; що це «мислення про мислення», «загалом другорядного характеру»;[36] що філософи вивчають, а не використовують концепції, які структурують наше мислення. Однак Оксфордський словник філософії[en] попереджає, що «межа між такою рефлексією «другого порядку» та способами практики самої дисципліни першого порядку не завжди чітка: філософські проблеми можуть бути приборкані прогресом дисципліни, а на поведінку дисципліни може впливати філософська рефлексія».[35]
- щодо розмежування між філософією та емпіричною наукою. Дехто стверджує, що філософія відрізняється від науки тим, що на її запитання неможливо відповісти емпірично, тобто шляхом спостереження чи експерименту.[37][38] Деякі філософи-аналітики стверджують, що на всі значущі емпіричні питання має відповісти наука, а не філософія. Проте деякі школи сучасної філософії, такі як прагматики та натуралістичні епістемологи[en], стверджують, що філософія має бути пов’язана з наукою та повинна бути науковою в широкому сенсі цього терміну, «віддаючи перевагу розглядати філософську рефлексію як неперервну з найкращою практикою будь-якої галузі інтелектуального дослідження».[35]
- щодо розмежування між філософією та релігією. Дехто стверджує, що філософія відрізняється від релігії тим, що в ній немає місця для віри чи одкровення,-[27] що філософія не намагається відповісти на запитання, звертаючись до одкровення, міфу чи будь-якого релігійного знання, а використовує розум без посилання на розумне спостереження та експерименти». Однак такі філософи та теологи, як Фома Аквінський і Петро Даміані стверджували, що філософія є «служницею теології» (ancilla theologiae).[39]

### Методи філософії
Філософські методи (або філософська методологія) — це дослідження того, як займатися філософією. Загальною точкою зору серед філософів є те, що філософію відрізняють способи, яких дотримуються філософи у вирішенні філософських питань. Не існує єдиного методу, який використовують філософи, щоб відповісти на філософські питання.
Останнім часом деякі філософи поставили під сумнів інтуїцію як основний інструмент у філософських дослідженнях від Сократа до сучасної філософії мови. У «Переосмисленні інтуїції» різні мислителі відкидають інтуїцію як дійсне джерело знання і тим самим ставлять під сумнів «апріорну» філософію. Експериментальна філософія — це форма філософського дослідження, яка принаймні частково використовує емпіричні дослідження — особливо опитування громадської думки — для вирішення постійних філософських питань. Це контрастує з методами аналітичної філософії, згідно з якими деякі кажуть, що філософ інколи починає звернення до своєї інтуїції щодо питання, а потім формує аргумент із цієї інтуїції як засновок. Однак розбіжності щодо того, чого може досягти експериментальна філософія, є поширеними. Одне з тверджень полягає в тому, що емпіричні дані, зібрані філософами-експериментаторами, можуть мати непрямий вплив на філософські питання, дозволяючи краще зрозуміти основні психологічні процеси, які ведуть до філософської інтуїції. Деякі філософи-аналітики, такі як Тімоті Вільямсон відкинули такий крок проти «філософії крісла», тобто філософського дослідження, яке спирається на інтуїцію, тлумачачи «інтуїцію» (яка, на їхнє переконання, є неправильним терміном) лише як посилання на загальну когнітивну здібність: якщо хтось ставить під сумнів «інтуїцію», то він має скептичне ставлення до загальних когнітивних здібностей – наслідок, який здається філософськи непривабливим. Для Вільямсона випадки інтуїції — це випадки, коли наші когнітивні здібності обробляють контрфактні або умовні міркування, які є специфічними для мисленнє́вого експерименту чи прикладу.

### Прогрес філософії
Важливим питанням у метафілософії є те, чи відбувається філософський прогрес чи ні, і більше того, чи такий прогрес у філософії взагалі можливий. Навіть обговорювалося, особливо Людвігом Вітгенштайном, чи насправді існують справжні філософські проблеми. Протилежне стверджував, наприклад, Карл Поппер, який вважав, що такі проблеми дійсно існують, що вони вирішувані, і що він фактично знайшов певні рішення для деяких з них.
Девід Чалмерс ділить дослідження філософського прогресу в метафілософії на три питання:
1. Питання існування: чи є прогрес у філософії?
2. Питання для порівняння: чи прогрес у філософії такий же, як і в науці?
3. Питання-пояснення: чому немає більшого прогресу у філософії?[45]